# Cé Mendizábal
Cé Mendizabal (Oruro, 1956) nombre artístico de Carlos Félix Mendizábal Rivera, es un poeta, periodista, crítico de cine y video; y novelista boliviano.

## Biografía
Nació en la ciudad de Oruro, pero pasó la mayor parte de su vida entre La Paz y Nueva York, estudió literatura en la Universidad Mayor de San Andrés.

## Obra
Sobre su obra la presidenta del jurado que le otorgó el premio de novela en 2013 dice:
"El trabajo con el lenguaje está muy bien logrado y es destacable la habilidad en la construcción de la voz narrativa, cuya principal virtud es no tener la típica solemnidad del narrador convencional y a la vez acercarse al lenguaje coloquial sin caer en el facilismo de los lugares comunes y la caricaturización" Raquel Montenegro

### Novela
- Alguien más a cargo, 2000, Premio Nacional de Novela de Bolivia de la Editorial Alfaguara de 1999
- Pasado por sal, Premio nacional de novela 2013[4][5]

### Poesía
- Regreso del agua,1994
- Inmersión de las ciudades,1998
- En el cóncavo privilegio de la desmemoria, 2004

### Cuento
- Con ojos de basilisco,2004
- Los sábados son demasiado largos, 2008

### Reconocimientos
- Premio Nacional de Novela de Bolivia de la Editorial Alfaguara de 1999
- Medalla de Oro Franz Tamayo a la creación cultural,1999
- Primer Premio de Crítica Cinematográfica Llama de Plata,1989
- Premio nacional de novela 2013